# Maximilian Schuster (Mineraloge)
Maximilian Josef Schuster (* 7. Mai 1856 in Uničov; † 14. November 1887 in Wien) war ein österreichischer Mineraloge und Petrograph.

## Leben
Maximilian (Max) Josef Schuster wurde am 7. Mai 1856 als Sohn des Realschullehrers Josef Schuster und seiner Frau Marie Schuster, geborene Zanger, in Mährisch-Neustadt (heute Uničov, Tschechien) geboren. Seine Schullaufbahn schloss er 1875 am Staatsgymnasium in Olmütz mit Auszeichnung ab.
Noch im Oktober des gleichen Jahres immatrikulierte er sich an der Universität Wien, um zunächst Naturgeschichte, Mathematik und Physik für das Lehramt zu studieren. Die Prüfungen hierfür legte er krankheitsbedingt erst 1881 ab. Schon bald begann er bei Gustav Tschermak, dessen Assistent er wurde, Mineralogie und Petrographie zu studieren. Hier begegnete er seinem Freund und Kommilitonen Friedrich Becke, der 1882 seine jüngere Schwester Wilhelmine (Minna) Schuster heiratete. Im gleichen Jahr promovierte Max Schuster bei Tschermak in Mineralogie „Über die optische Orientierung der Plagioklase“, so der Titel seiner Arbeit, und erlangte mit der Habilitation den Status eines Privatdozenten für Mineralogie und Petrographie an der Universität Wien.
Er arbeitete petrographisch über Basalttuffe und Eklogit und mineralogisch über die Kristalloptik von Tridymit und Feldspäten sowie z. B. die Flächenbeschaffenheit von Danburit. Beachtung fand auch seine Untersuchung des nach dem Schlammregen vom 14. Oktober 1885 in Klagenfurt gesammelten Staubes.  1885 wurde er zum Mitglied der Leopoldina gewählt.
Schuster litt bereits während seines Studiums an schweren Depressionen. Am 14. November 1887 setzte er seinem Leben ein Ende und stürzte sich aus einem Fenster seiner Wohnung im 3. Stock der Josefsgasse 5 in Wien.